# Aage
Aage er et drengenavn, der stammer fra olddansk Aki og oldhøjtysk Anihho, som muligvis betyder "forfader" eller "oldefar". Aage har sin største udbredelse i Danmark, men er også anvendt i Norge og på Island.
Navnet staves også Åge, og variationer over navnet er Aake og Åke, der dog mest anvendes i Sverige. De nævnte former forekommer endvidere i sammensætninger med og uden bindestreg, for eksempel Svendåge.
Aage/Åge og Aake/Åke bæres af cirka 4.900 danskere i 2012 ifølge Danmarks Statistik.

## Kendte personer med navnet
- Prins Aage, dansk prins
- Åge Aleksandersen, norsk musiker.
- Aage Bohr, dansk fysiker.
- Aage Brusgaard, dansk politiker.
- Aage Frandsen, dansk politiker.
- Aage Fønss, dansk sanger og skuespiller.
- Aage Sikker Hansen, dansk billedkunstner.
- Aage Haugland, dansk sanger
- Svend Aage Jensby, dansk politiker og tidligere minister.
- Svend Åge Madsen, dansk forfatter.
- Carl Aage Præst, dansk fodboldspiller.
- Aage Rais, dansk filminstruktør.
- Åke Sandgren, dansk filminstruktør.
- Aage Stentoft, dansk musiker og komponist.

## Navnet anvendt i fiktion
- Åge Brodtgård er navnet på en figur, Monrad & Rislund har anvendt i mange sammenhænge.